# Gerry Duggan
Pour les articles homonymes, voir Duggan.
Gerry Duggan, né en 1973 à New York, est un scénariste de bandes dessinées, réalisateur et photographe américain vivant à Los Angeles.

## Biographie
Gerry Duggan naît à New York et grandit à Ridgewood, dans le New Jersey, où il est diplômé de Ridgewood High School en 1992. Il poursuit ses études à Emerson College, dont il sort diplômé en 1996.